# Heterocerus schatzmayri
Heterocerus schatzmayri is een keversoort uit de familie oevergraafkevers (Heteroceridae). De wetenschappelijke naam van de soort is voor het eerst geldig gepubliceerd in 1936 door Mamitza.